# Maisons à empilage de poutres du Nord-Agenais

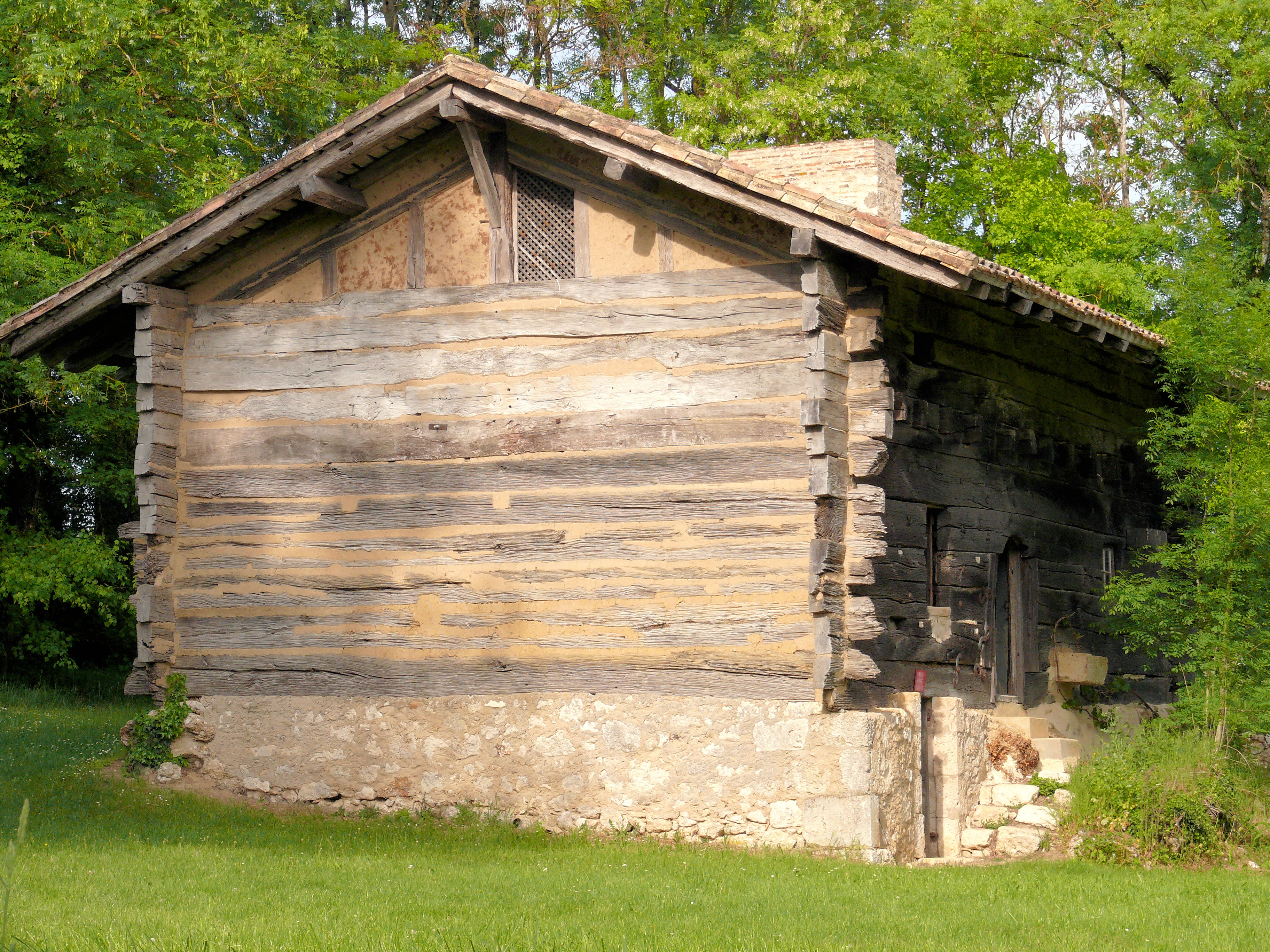
Maison à empilage de poutres de Saint-Germain
(Sainte-Sabine-Born en Dordogne).

Les maisons à empilage de poutres du Nord-Agenais sont un ensemble de maisons construites par empilage de rondins équarris dans le nord de l'Agenais, à la limite du Périgord, dans un pays de bois.
Le repérage de ce type de maisons est effectué à partir de 1971 par François Fray puis par une équipe de l'association des Amis du Pastourais qui en a dénombré 53 au total. Elles sont concentrées autour des cantons de Villeréal et de Castillonnès, avec une diffusion vers Issigeac, Villeneuve-sur-Lot et Marmande. Les exemples les plus nombreux sont dans la vallée du Dropt et celle du Tolzac.
L'étude dendrochronologique des bois a montré qu'elles ont été construites entre le dernier quart du XVe siècle et le début du XVIe siècle.
Plusieurs de ces maisons ont été inscrites ou classées au titre des monuments historiques.

## Origine de leur dénomination
La dénomination « maison à empilage » est attribuable aux découvreurs successifs de ces maisons et limitée à l'aire qu'ils ont étudiée. En 1903, Jules Momméja, compare une maison de l’ancienne commune de Saint-Pierre-de-Nogaret à « une demeure de bois empilé de Telemark », comté du Sud de la Norvège, qualifiant son mode de construction de « structure par empilage ». Sept décennies plus tard, François Fray consacre à ces maisons un article qu'il intitule « Constructions en empilage dans le nord de l'Agenais », désignation qui, sous la forme « maisons à empilage », s'imposera par la suite chez les chercheurs.
Cette dénomination n'est toutefois pas employée à propos des autres régions où la construction en rondins empilés est attestée. Pour la Savoie et le Dauphiné, Henri Raulin, auteur de plusieurs volumes du Corpus de l'architecture rurale française, emprunte l'expression canadienne de « bâtiment en pièce-sur-pièce ».

## Contexte historique de leur construction
Après la bataille de Castillon, en 1453, la France va connaître une période de paix. L'Agenais et le Périgord, zones frontières entre les possessions du roi d'Angleterre, duc d'Aquitaine, et celles reconnaissant la suzeraineté du roi de France, sortent dévastées par la guerre de Cent Ans.
Il est nécessaire de repeupler ces régions. En Agenais, deux vagues d'immigration vont avoir lieu, la première entre 1472 et 1485, entre Garonne et Dordogne, la seconde entre 1515 et 1530, sur les rives du Dropt dont les villages ont été ravagés par une épidémie de peste.
Ce repeuplement se fait par l'arrivée de familles de zones limitrophes, mais essentiellement du Massif central : Rouergue, Quercy noir, Auvergne, Limousin. Pour le repeuplement des rives du Dropt, les familles sont venues du Poitou.
Pour attirer ces familles, les seigneurs et les abbés ont accordé des conditions d'installation avantageuses. En particulier, elles cèdent des terres avec comme obligation de les défricher et d'y bâtir une maison.

## Maisons inscrites ou classées au titre des monuments historiques
Les commissions régionales du patrimoine et des sites et la commission supérieure des monuments historiques ont reconnu leur grand intérêt ethnologique et archéologique en inscrivant et classant sept de ces maisons entre le 14 février 1991 et le 26 janvier 1992.

### Lot-et-Garonne
- Maison à empilage de poutres de Saint-Dizier (Cavarc), inscrite[2].
- Maison à empilage de poutres de Peyregras et son appentis (Mazières-Naresse), classés[3].
- Maison à empilage de poutres d'Esquirol (Montastruc), inscrite[4].
- Maison à empilage de poutres de Lonzaygues (Rives), classée[5].
- Maison à empilage de poutres du Buzard (Ségalas), inscrite à l'exception des éléments récents[6].

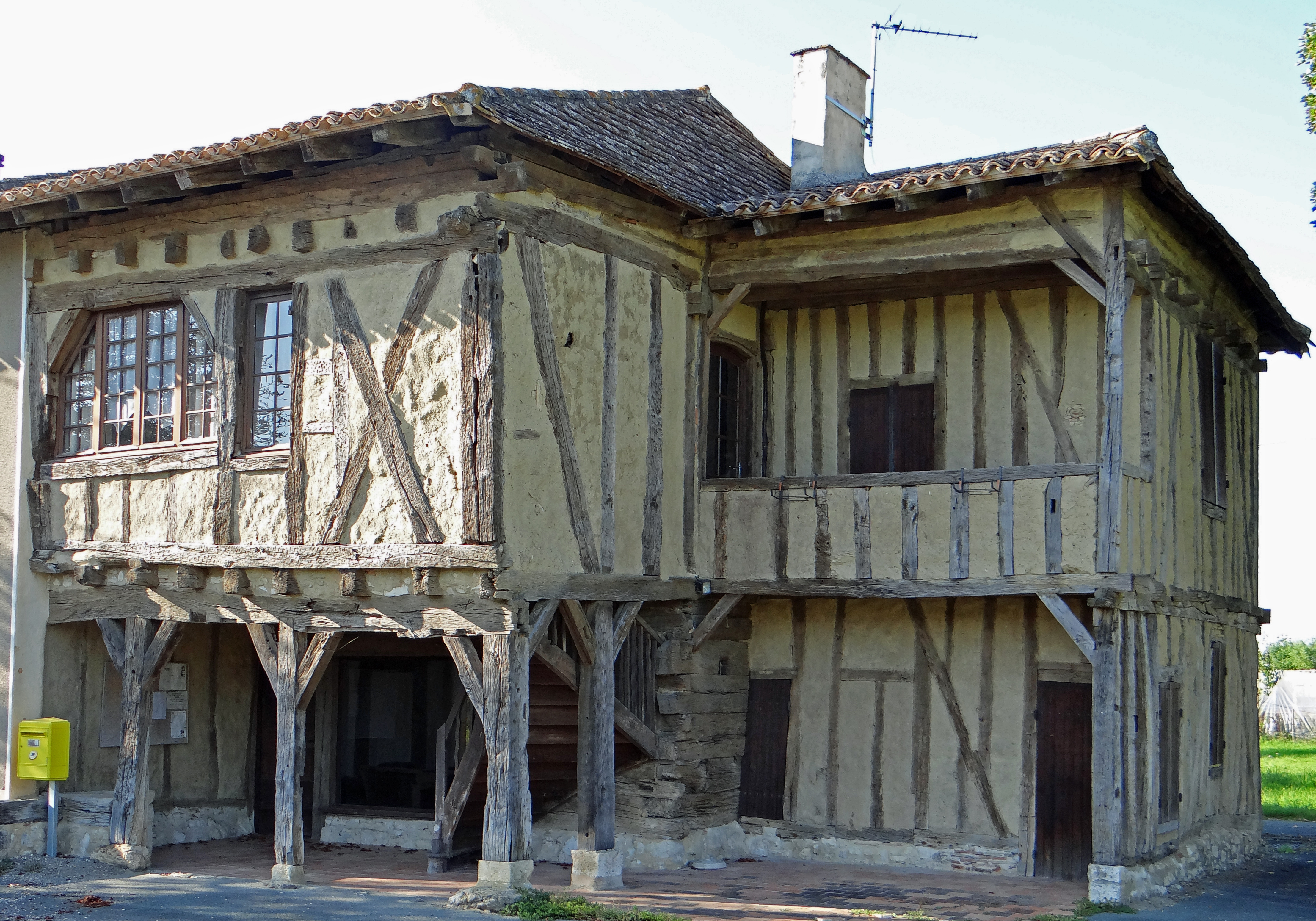
Cavarc - Maison à empilage de poutres de Saint-Dizier.
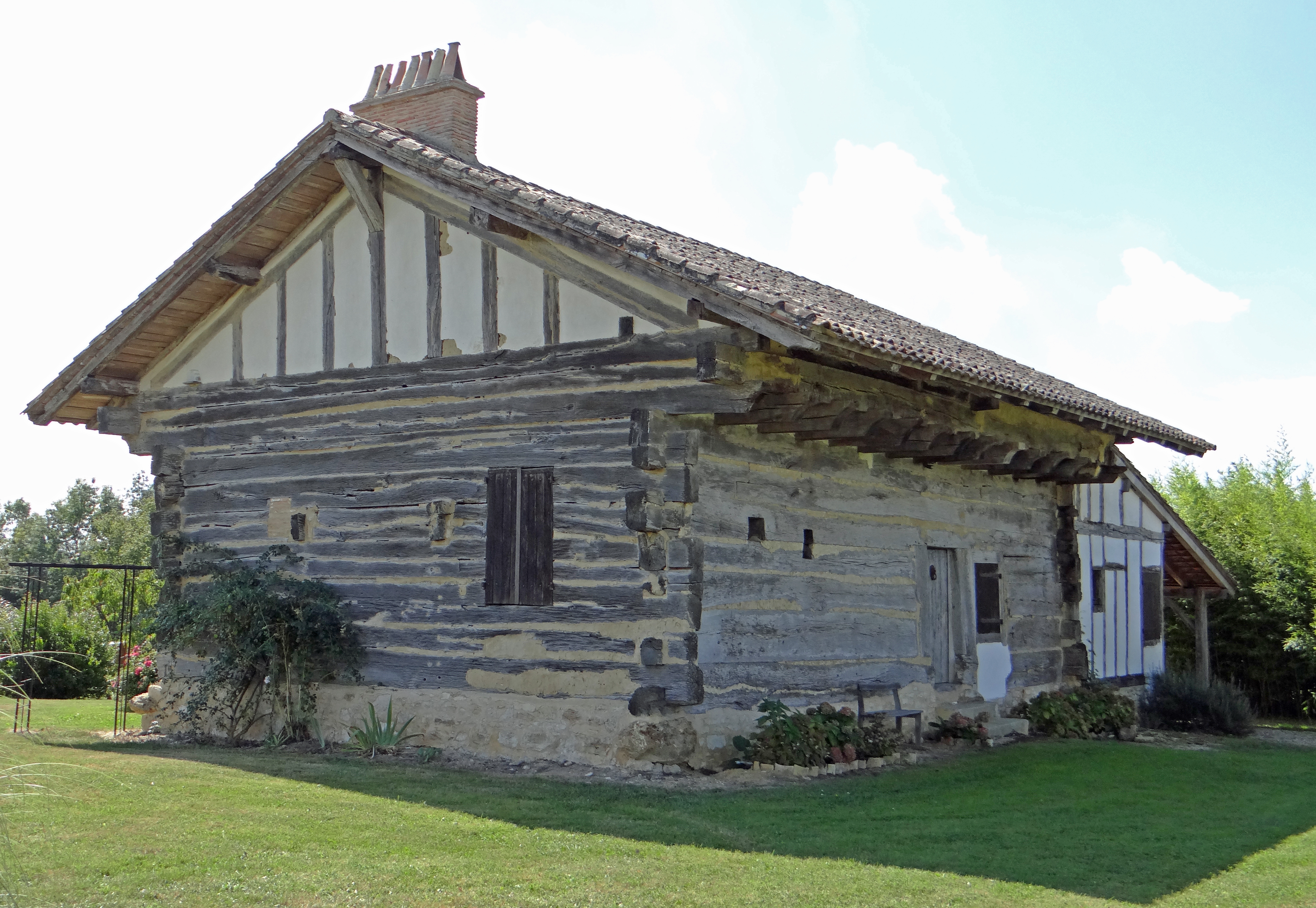
Mazières-Naresse - Maison à empilage de poutres de Peyregras.
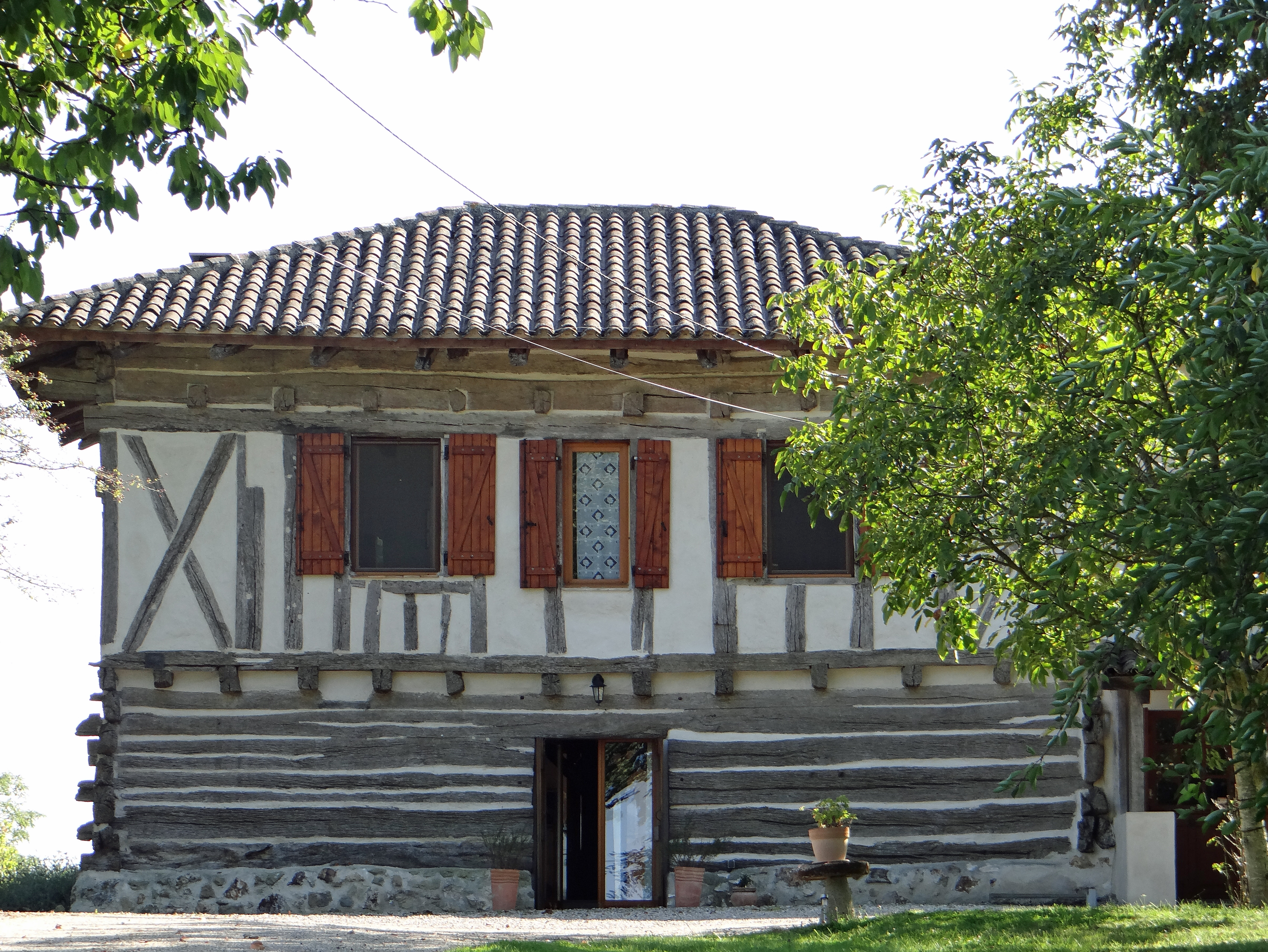
Montastruc - Maison à empilage de poutres d'Esquirol.
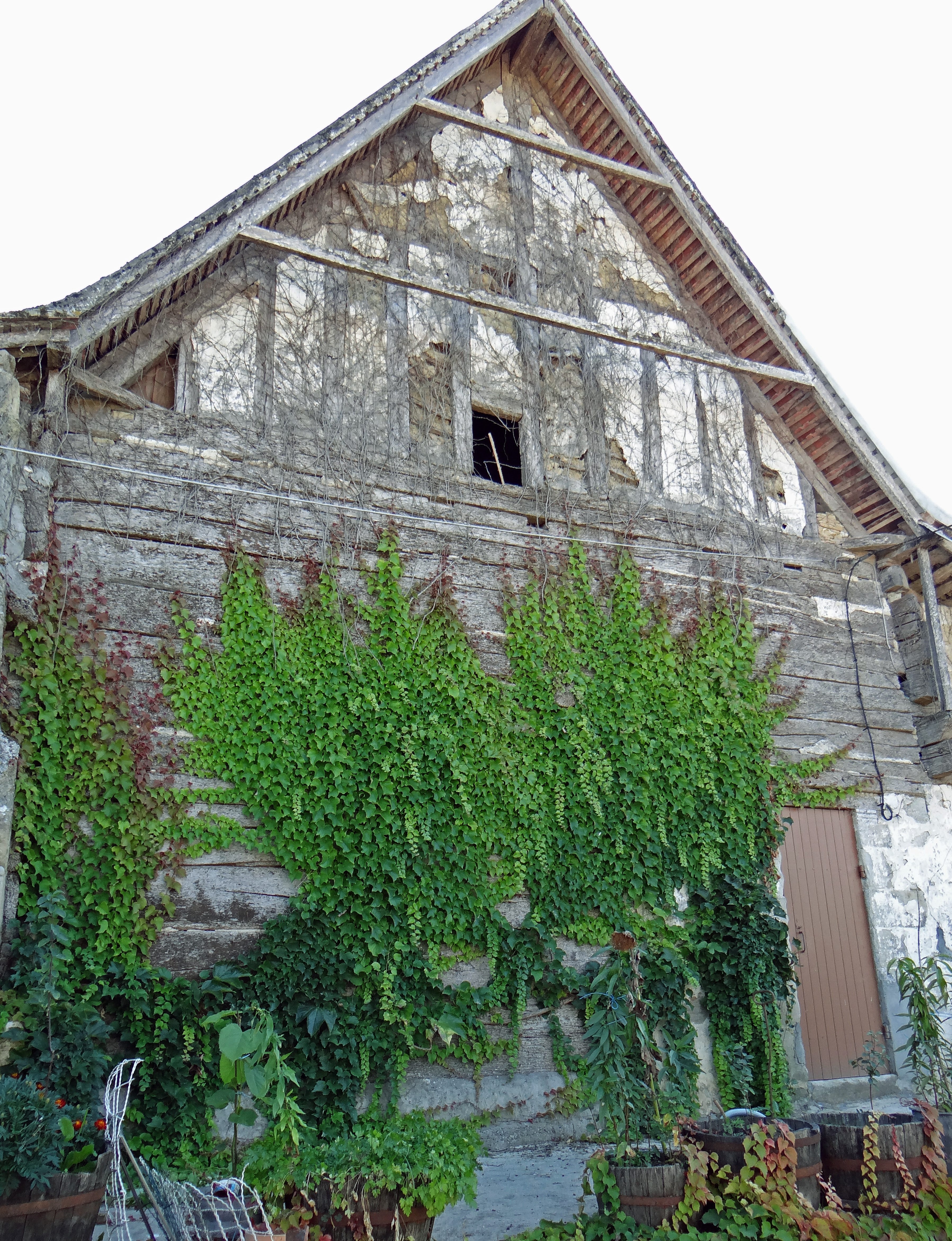
Ségalas - Maison à empilage de poutres de Petit-Buzard.

### Dordogne
- Maison à empilage de poutres de Saint-Germain (Sainte-Sabine-Born), classée sauf l’appentis[7].

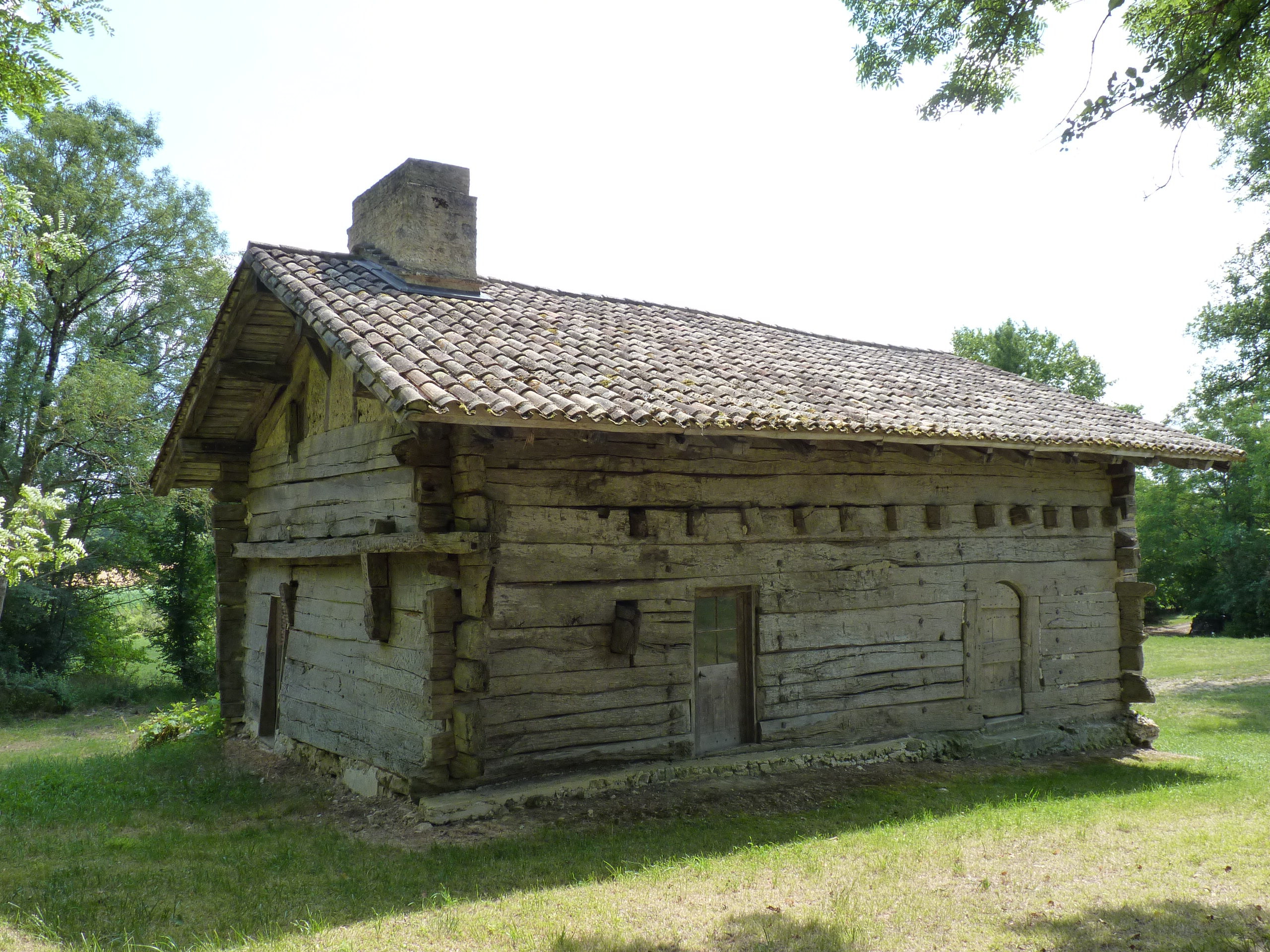
Sainte-Sabine-Born - Maison et grange à empilage de poutres de Saint-Germain, côté nord.
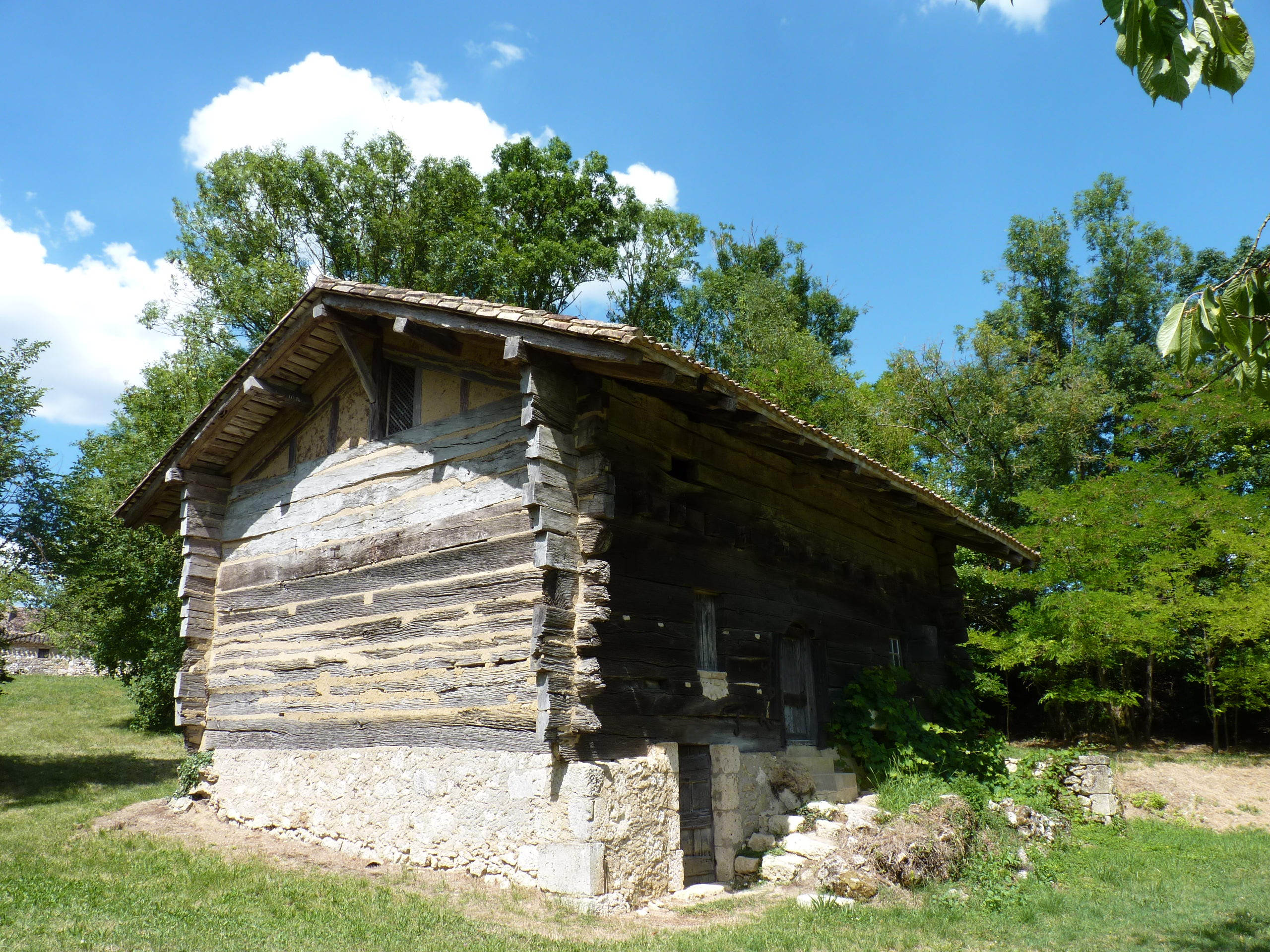
Sainte-Sabine-Born - Maison et grange à empilage de poutres de Saint-Germain, côté ouest.
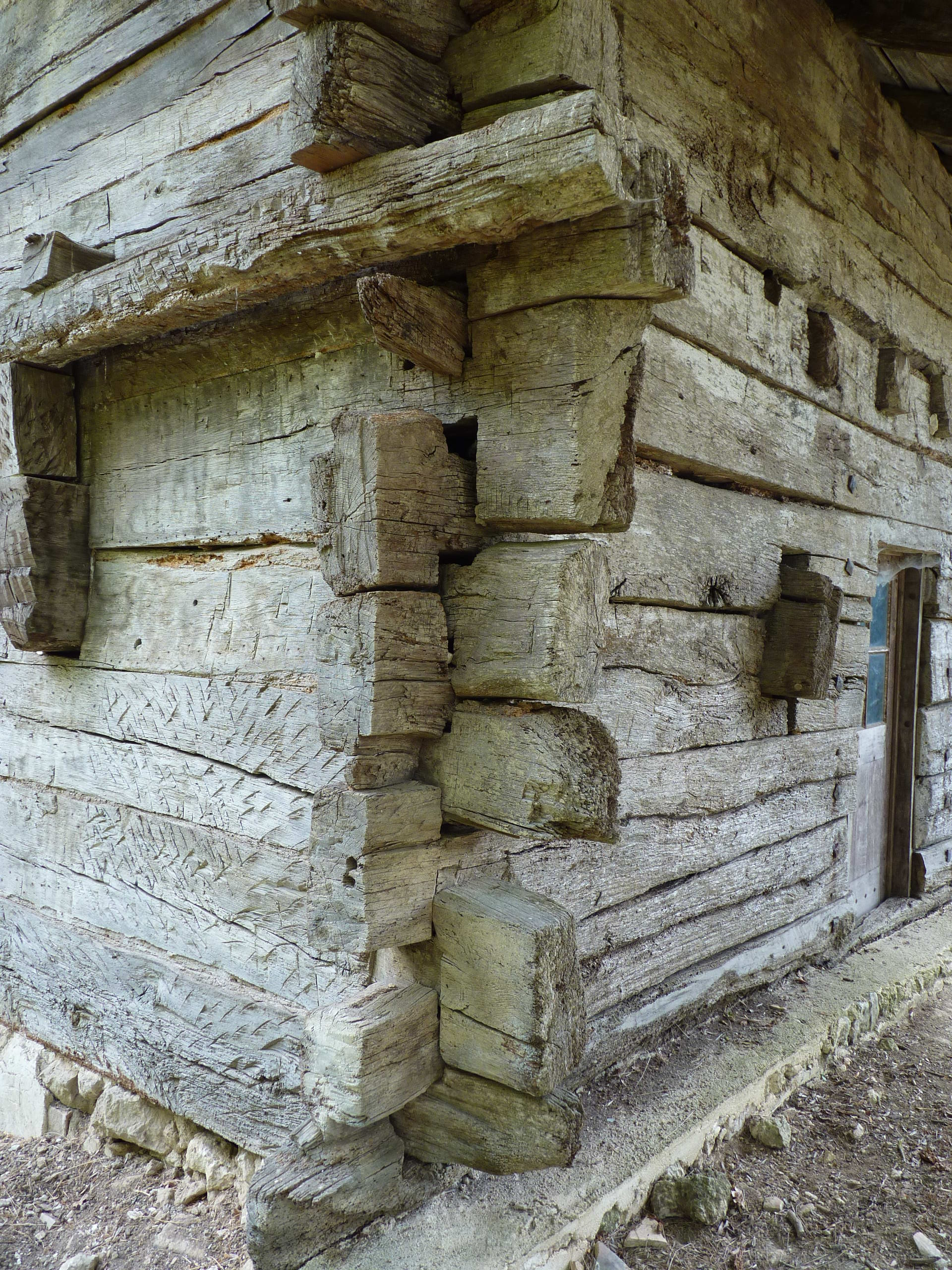
Sainte-Sabine-Born - Maison et grange à empilage de poutres de Saint-Germain, assemblage des poutres.

- Maison et grange à empilage de planches des Jouandis (Sainte-Sabine-Born), classées à l’exception de l’appentis[8].

Pour la même commune de Sainte-Sabine-Born, six autres maisons à empilage ont été mentionnées dans l'Inventaire général du patrimoine culturel.